# Floris III van Holland
Floris III (ca. 1140 - 1 augustus 1190) was graaf van Holland.
Hij was een zoon van graaf Dirk VI van Holland en Sophia van Rheineck. In 1157 volgde hij zijn vader op als graaf van Holland.
Vanaf 1161 was hij in onderhandeling of in oorlog met de West-Friezen. De West-Friezen verwoestten Alkmaar tot twee keer toe, Floris plunderde en verwoestte op zijn beurt Schagen, Winkel en Niedorp. Toen Floris in 1184 zelfs Texel en Wieringen veroverde, gaven de West-Friezen op. Er werd een vrede gesloten waarbij de West-Friezen 4.000 zilveren marken moesten betalen.
Floris kwam in 1165 in conflict met bisschop Godfried van Rhenen van Utrecht over de aanleg van een dam in de Oude Rijn bij Zwammerdam. Ook maakte de bisschop aanspraak op de heerschappij over West-Friesland. Keizer Frederik I van Hohenstaufen besliste in Utrecht dat het gezag en de inkomsten van West-Friesland tussen de graaf en de bisschop moesten worden verdeeld.
In het zuiden stelde Floris een tol in bij Geervliet. Deze tol was vooral gericht op de scheepvaart tussen Vlaanderen en de Rijn. Graaf Filips van de Elzas van Vlaanderen oefende zoveel druk uit op Floris, dat die de tol weer ophief. In 1166 stelde Floris de tol opnieuw in. Filips verzamelde een leger en trok naar het noorden en wist Floris gevangen te nemen. In 1167 moest Floris het Verdrag van Brugge sluiten, dat hem verplichtte de tol weer op te heffen en de opperheerschappij van Vlaanderen over Zeeland te erkennen.
Op rijksniveau was Floris een trouwe bondgenoot van de Duitse keizer Frederik Barbarossa. In 1158 en van 1176 tot 1178 nam hij deel aan de expedities van Frederik naar Italië. Hij werd daarvoor ruim beloond. In 1177 kreeg hij de status van rijksvorst. In 1178 werd zijn broer Boudewijn van Holland bisschop van Utrecht en in 1179 gaf Frederik definitieve goedkeuring aan de tol van Geervliet. Floris nam ook deel aan de Derde Kruistocht en was daarin een van de aanvoerders van Frederik. Floris stierf op 1 augustus 1190. Hij werd begraven voor het koor in de Petruskerk van Antiochië, niet ver van de plek waar kort daarvoor Frederik Barbarossa ter aarde was besteld.

## Huwelijk en kinderen
Hij huwde op 28 september 1162 met Ada van Schotland, de zuster van de Schotse koning Malcolm IV. Hij kreeg daarbij de titel earl van Ross, die hij later overigens weer moest opgeven. Ook zou Floris zijn wapen hebben gebaseerd op het wapen van Schotland.
Floris en Ada kregen de volgende kinderen:
- Dirk VII, opvolger van zijn vader
- Willem, die door opstand het graafschap verwierf ten koste van zijn nicht Ada
- Floris, geestelijke
- Hendrik
- Boudewijn (ovl. 19 juli 1204)
- Robert
- Beatrix
- Elisabeth (ovl. 27 augustus van een onbekend jaar)
- Ada, getrouwd met Otto II van Brandenburg,[2] kreeg 1 zoon Albert II en keerde na de dood van haar man in 1205 terug naar Holland
- Margaretha (ovl. na 1203), gehuwd met Diederik V van Kleef
- Hedwig (ovl. 13 juli van een onbekend jaar), begraven te Haarlem
- Agnes (ovl. 22 april 1228), abdis van de abdij van Rijnsburg.

## Voorouders
| Voorouders van Floris III van Holland | Voorouders van Floris III van Holland                                               | Voorouders van Floris III van Holland                                               | Voorouders van Floris III van Holland                                               | Voorouders van Floris III van Holland                                               | Voorouders van Floris III van Holland                                         | Voorouders van Floris III van Holland                                         | Voorouders van Floris III van Holland                                         | Voorouders van Floris III van Holland                                         |
| ------------------------------------- | ----------------------------------------------------------------------------------- | ----------------------------------------------------------------------------------- | ----------------------------------------------------------------------------------- | ----------------------------------------------------------------------------------- | ----------------------------------------------------------------------------- | ----------------------------------------------------------------------------- | ----------------------------------------------------------------------------- | ----------------------------------------------------------------------------- |
| Overgrootouders                       | Dirk V van Holland (1054 - 1091) ∞ Othelhildis van Saksen (1065 - 1120)             | Dirk V van Holland (1054 - 1091) ∞ Othelhildis van Saksen (1065 - 1120)             | Diederik II van Lotharingen (1050 - 1115) ∞ Hedwig van Formbach (1061 - 1090)       | Diederik II van Lotharingen (1050 - 1115) ∞ Hedwig van Formbach (1061 - 1090)       | Herman van Salm (1050 - 1088) ∞ Sophia van Formbach (–)                       | Herman van Salm (1050 - 1088) ∞ Sophia van Formbach (–)                       | Hendrik van Northeim (1060 - 1101) ∞ Gertrudis van Brunswijk (1058 - 1117)    | Hendrik van Northeim (1060 - 1101) ∞ Gertrudis van Brunswijk (1058 - 1117)    |
| Grootouders                           | Floris II van Holland (1085 - 1122) ∞ 1108 Petronilla van Lotharingen (1082 - 1144) | Floris II van Holland (1085 - 1122) ∞ 1108 Petronilla van Lotharingen (1082 - 1144) | Floris II van Holland (1085 - 1122) ∞ 1108 Petronilla van Lotharingen (1082 - 1144) | Floris II van Holland (1085 - 1122) ∞ 1108 Petronilla van Lotharingen (1082 - 1144) | Otto I van Salm (1085 - 1148) ∞ Geertruid van Northeim (–)                    | Otto I van Salm (1085 - 1148) ∞ Geertruid van Northeim (–)                    | Otto I van Salm (1085 - 1148) ∞ Geertruid van Northeim (–)                    | Otto I van Salm (1085 - 1148) ∞ Geertruid van Northeim (–)                    |
| Ouders                                | Dirk VI van Holland (1114 - 1157) ∞1125 Sophia van Rheineck (+/- 1120 - 1176)       | Dirk VI van Holland (1114 - 1157) ∞1125 Sophia van Rheineck (+/- 1120 - 1176)       | Dirk VI van Holland (1114 - 1157) ∞1125 Sophia van Rheineck (+/- 1120 - 1176)       | Dirk VI van Holland (1114 - 1157) ∞1125 Sophia van Rheineck (+/- 1120 - 1176)       | Dirk VI van Holland (1114 - 1157) ∞1125 Sophia van Rheineck (+/- 1120 - 1176) | Dirk VI van Holland (1114 - 1157) ∞1125 Sophia van Rheineck (+/- 1120 - 1176) | Dirk VI van Holland (1114 - 1157) ∞1125 Sophia van Rheineck (+/- 1120 - 1176) | Dirk VI van Holland (1114 - 1157) ∞1125 Sophia van Rheineck (+/- 1120 - 1176) |
| Floris III van Holland (1140 - 1190)  |                                                                                     |                                                                                     |                                                                                     |                                                                                     |                                                                               |                                                                               |                                                                               |                                                                               |

## Trivia
Floris III is de eerste graaf van Holland van wie bekend is dat hij de Hollandse Leeuw op zowel zijn munten (vanaf ca. 1160) als zijn wapenschild (vanaf 1162) voerde. Alle volgende graven uit het Hollandse huis zullen hem daarin navolgen, als gevolg waarvan het wapen na verloop van tijd vereenzelvigd werd met het graafschap Holland, en uiteindelijk met de provincie Zuid-Holland.
- M. Gumbert-Hepp, J.P. Gumbert & J.W.J. Burgers, red., Annalen van Egmond (Hilversum 2007) p. 278-285.
- J.W.J. Burgers, red. Rijmkroniek van Holland, 366-1305 (2004)
- H. 't Jong, De dageraad van Holland. De geschiedenis van het graafschap 1100-1300 (Utrecht 2018) p. 92-111.

Sjabloon:/Appendix